# روبرتو گیتو
روبرتو گیتو (انگلیسی: Roberto Guitto؛ زادهٔ ۱۵ فوریهٔ ۱۹۹۱) بازیکن فوتبال اهل ایتالیا است.
از باشگاه‌هایی که در آن بازی کرده‌است می‌توان به باشگاه فوتبال سورنتو کالچو و باشگاه فوتبال امپولی اشاره کرد.